# 圣本笃堂 (卡塔尼亚)
37°30′13.3″N 15°5′4.1″E / 37.503694°N 15.084472°E

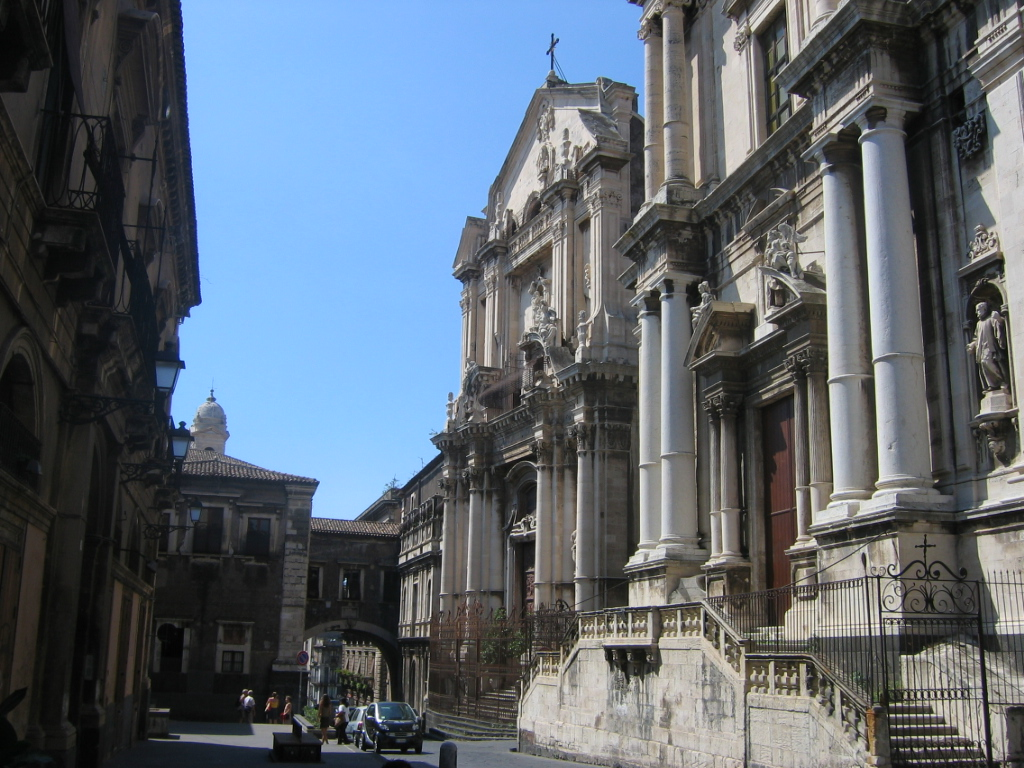
圣本笃堂

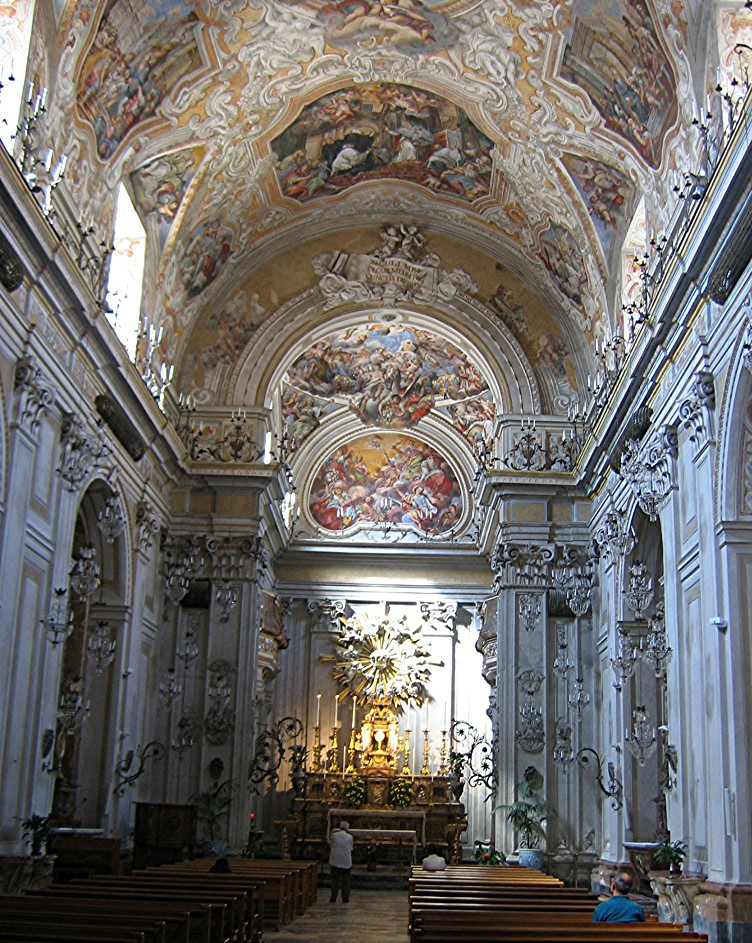
圣本笃堂

圣本笃堂（Chiesa di San Benedetto）是一座罗马天主教教堂，位于意大利西西里东部城市卡塔尼亚，供奉圣本笃，建于1704-1713年。
其最著名的特点就是天使的楼梯（意大利文：Scalinata dell'Angelo），装饰着天使的雕像。大门上亦描绘圣本笃的故事。